# Пурпурная лесная ласточка
Пурпу́рная лесна́я ла́сточка (лат. Progne subis) — американский вид певчих птиц семейства ласточковых.

## Описание
Пурпурная лесная ласточка длиной 20 см. Это самый крупный представитель ласточек в Северной Америке. Самец имеет глянцевое чёрно-синее оперение, оперение самки сверху чёрно-синее, низ серого цвета. Оперение птенцов сверху серо-бурого, а снизу беловатого цвета меняется зимой на пурпурный. Хвост вилочковый.

## Местообитание
Гнездится от юга Канады до Мексики, зимует в бассейне Амазонки. Обитает как в городских и сельскохозяйственных районах, так и в светлых и дождливых лесах.
На территории России пурпурная лесная ласточка была зарегистрирована на Чукотке.

## Размножение
Пурпурная лесная ласточка гнездится на Востоке почти исключительно в скворечниках, в других районах использует для гнездовий брошенные дупла скворцов, дупла в кактусах и деревьях, и даже утёсы. Самец и самка вместе строят чашеобразное гнездо из жидкой грязи и растительного материала. Самка высиживает одна в течение двух недель до 7 яиц. Самец снова помогает при выкармливании птенцов. Птенцы через 4 недели становятся самостоятельными и ещё 2 недели родители заботятся о их пропитании.

## Питание
Питается летающими насекомыми и даже пьёт на лету, пролетая низко над поверхностью воды с открытым клювом. По ряду свидетельств может ловить насекомых и на земле.